# Pogrom van Aden

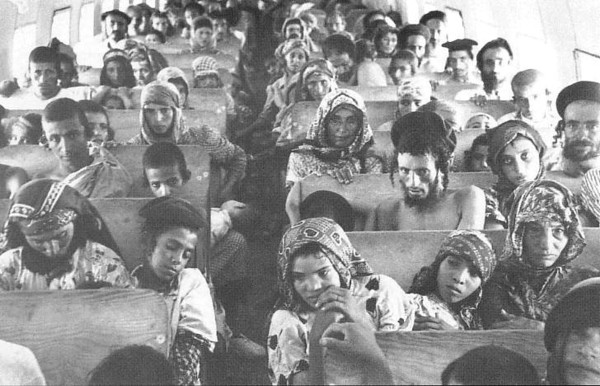
Jeminitische Joden op weg naar Israel in 1950

De pogrom van Aden vond plaats op 3 december 1947 in het Jemenitische Aden, toen nog een Britse havenstad. Bij deze pogrom kwamen 82 Joden om het leven.
Er woonden circa 1.500 Joden in de stad. Na de stemming in de Veiligheidsraad van de VN op 29 november 1947 over de verdeling van het Britse mandaatgebied Palestina kwam het geweld tot een uitbarsting op 3 december 1947. Na de beschuldiging van de moord op twee lokale meisjes werden bij rellen 82 Joden vermoord en 76 gewond. Van de 170 Joodse winkels in Aden werden er 106 leeggeroofd. Vier synagoges werden verbrand (waaronder de Grote Synagoge van Aden), evenals 220 Joodse woningen.
Op het moment van de pogrom, een van de bloedigste pogroms van na de Tweede Wereldoorlog, waren er nauwelijks Britse troepen in de stad. De Aden Protectorate Levies, een uit Arabische moslims bestaande militaire eenheid was wel in de stad, maar beschermde de Joden niet.
Na het bloedbad vluchtten veel Joodse inwoners het land uit, veelal naar Israël. Tussen juni 1949 en september 1950 bracht Operatie Magic Carpet circa 49.000 Jemenitische Joden naar Israël.